# Hyponeuma
Hyponeuma — рід совкових з підродини совок-п'ядунів який зустрічаєтся в Південній Америці.

## Систематика
У складі роду:
- Hyponeuma arfaki Bethune-Baker 1911
- Hyponeuma dantonidia Hampson
- Hyponeuma denticulata Moore 1882
- Hyponeuma dubia Butler 1881
- Hyponeuma griseata Bethune-Baker 1908
- Hyponeuma leucanioides Schaus 1906
- Hyponeuma taltula Schaus 1904